# Coalition des volontaires
La coalition des volontaires est une coalition contribuant à la mise en place d’un plan en quatre points proclamé par le président français Emmanuel Macron et le Premier ministre britannique Keir Starmer pour soutenir l’Ukraine contre l’invasion russe à la suite d’un sommet comprenant 18 dirigeants mondiaux à Londres. L'initiative, rendue publique lors du sommet de Londres sur l'Ukraine le 2 mars 2025, vise à renforcer le soutien européen à l'Ukraine dans un contexte d'instabilité politique dû aux revirements politiques des Etats-Unis. Son but est également d'établir un cadre pour l'établissement d'une paix durable afin de mettre fin à l'invasion russe de l'Ukraine et plus généralement à la guerre russo-ukrainienne. La première réunion a lieu le 10 avril 2025 au siège de l’Otan à Bruxelles.

## Contexte
Le 1er mars 2025, le président tchèque Petr Pavel a publié un message sur les réseaux sociaux appelant à la formation d'une Coalition des volontaires pour mettre définitivement fin à l'invasion russe de l'Ukraine. Le 2 mars 2025, le Premier ministre du Royaume-Uni Keir Starmer a été l'hôte du sommet de Londres 2025 sur l'Ukraine où se sont rassemblés 18 dirigeants mondiaux, afin de travailler sur la coordination du soutien à l'Ukraine durant l'invasion russe de l'Ukraine. Starmer a dit de la réunion qu'elle était un « moment qui n'arrive qu'une fois par génération » pour la sécurité européenne, affirmant que le temps des actions concrètes était venu plutôt que celui des délibérations sans fin. Cette annonce a été faite deux jours après une rencontre entre le président ukrainien Volodymyr Zelensky et le président américain Donald Trump accompagné du vice-président JD Vance à la Maison Blanche le 28 février,.

## Liste des pays et des organisations présentes
Les pays ayant participé au sommet de Londres et qui ont ouvertement exprimé leur volonté et leur engagement à fournir une aide soutenue et continue à l'Ukraine sont, :
- Allemagne 10 675
- Australie
- Canada 1090
- Danemark 555
- Espagne 975
- Finlande 455
- France 18 550
- Italie 2255
- Norvège 890
- Pays-Bas 400
- Pologne 4500
- Roumanie 450
- Royaume-Uni 15 300
- Suède 1000
- Tchéquie 400

Certains représentants des pays et organisations suivants étaient aussi présents lors du sommet de Londres, :
- OTAN
- Turquie
- Union européenne

Le Premier ministre australien Anthony Albanese a déclaré qu'il était « ouvert au fait de considérer » l'envoi de troupes en Ukraine dans le cadre de cette coalition.

## Plan en quatre points
Lors d'une conférence de presse suivant le sommet de Londres, Macron et Starmer ont présenté les quatre éléments clés de la coalition, :
1. Engagement à maintenir le flux d’aide militaire à l’Ukraine tout en augmentant la pression économique sur la Russie par le biais de sanctions et d’autres mesures.
2. Affirmer que tout accord de paix durable doit garantir la souveraineté et la sécurité de l’Ukraine, et que l’Ukraine soit présente lors de toutes les négociations de paix.
3. S'engager à renforcer les capacités militaires défensives de l'Ukraine après tout accord de paix afin de dissuader d'éventuelles futures invasions.
4. Développement d’une « coalition des volontaires » composée de plusieurs nations prêtes à défendre les termes de tout accord de paix et à garantir la sécurité de l’Ukraine par la suite.

## Engagements
Dans le cadre de cette annonce, Starmer s'est engagé à verser 1,6 milliard de livres sterling (2 milliards de dollars) de fonds d'exportation britanniques pour acheter plus de 5 000 missiles de défense aérienne pour l'Ukraine. Les missiles seront fabriqués à Belfast en Irlande du Nord. Ce prêt vient en compléter un autre de 2,2 milliards de livres sterling annoncé précédemment pour l'aide militaire à l'Ukraine, soutenu par des avoirs russes gelés,.
Starmer a souligné que les nations européennes devraient assumer la responsabilité principale de l'initiative et « faire le gros du travail » et que l'accord nécessiterait le soutien des États-Unis et l'implication de la Russie. Il a indiqué que le Royaume-Uni soutiendrait ses engagements en matière de sécurité avec « des troupes au sol et des avions dans les airs », en ce qui concerne la possibilité d'une présence militaire directe du Royaume-Uni et de l'UE en Ukraine pour mener une opération d'imposition de la paix.
La présidente de la Commission européenne, Ursula von der Leyen, a souligné le « besoin urgent de réarmer l'Europe », de soutenir de telles garanties de sécurité après « une longue période de sous-investissement ». Elle a suggéré que l’Union européenne pourrait avoir besoin d’assouplir ses règles budgétaires concernant la dette nationale pour faciliter l’augmentation des dépenses de défense des États membres.
Le secrétaire général de l'OTAN, Mark Rutte, a fait écho à ce sentiment, notant que la réunion démontrait que les nations européennes « intensifiaient leurs efforts » pour garantir que l'Ukraine dispose des ressources nécessaires pour « rester dans le combat aussi longtemps qu'il le faudra ».
Le président finlandais Stubb a déclaré que la Norvège et la Finlande travaillaient en faveur de l'élaboration du plan de paix entre le Royaume-Uni, la France et l'Ukraine. En outre, il a déclaré que le rôle des pays voisins de la Russie ne se limiterait pas à l'approvisionnement de troupes pour le maintien de la paix.
Selon John Healey, il n’est pas question d'« une force de maintien de la paix, qui séparerait les deux parties en conflit le long de la ligne de front », cette mission a quatre objectifs : « Premièrement, assurer la sécurité du ciel. Deuxièmement, assurer la sécurité des mers. Troisièmement, soutenir la paix sur terre et quatrièmement, aider les forces armées ukrainiennes à devenir leur propre force de dissuasion la plus puissante ».
À l'issue de la première réunion du 10 avril 2025, le communiqué précise : « Jusque-là, la planification a passé en revue la gamme complète des moyens militaires disponibles en Europe et au-delà. Les discussions se sont concentrées sur la manière dont les nations participantes pourraient fournir leurs propres moyens pour garantir la sécurité future de l’Ukraine, que ce soit en renforçant les moyens ukrainiens ou par des contributions directes. Nos objectifs sont de rassurer, de soutenir et de protéger l’Ukraine afin de garantir que tout règlement de paix protège du risque d’une future agression russe ». Français et Britanniques restent cependant avares en précisions sur le nombre de militaires potentiellement engagés et où exactement ils seraient déployés, en Ukraine ou ailleurs : « Il est important de faire preuve de discrétion lorsqu’il s’agit de commenter des détails spécifiques de ces discussions, jusqu’à ce que les conditions de ce cessez-le-feu nécessaire soient bien claires ».